# Feketék fehéren (film)
A Feketék fehéren (eredeti cím: White Chicks) 2004-ben bemutatott amerikai filmvígjáték, melyet Keenen Ivory Wayans írt és rendezett. A főszerepben a rendező testvérei, Shawn Wayans és Marlon Wayans láthatóak. A filmet a Columbia Pictures készítette a Revolution stúdióban. 
Az Amerikai Egyesült Államokban 2004. június 23-án mutatták be a mozikban. Magyarországon október 4-én jelent meg az InterCom Zrt. fogalmazásában.

## Cselekmény
Marcus Anthony II és Kevin Copeland afroamerikai FBI-ügynökök véletlenül elbaltáznak egy droggal kapcsolatos rajtaütést. Főnökük, Elliott Gordon ad nekik egy utolsó lehetőséget: a gazdag, felszínes testvérpárt, Brittany és Tiffany Wilsont, a Wilson Cruiseliners cég vezérigazgatójának, Andrew Wilsonnak a lányait kell biztonságban elkísérniük egy hétvégi divatbemutatóra. A rendőrség ugyanis azt gyanítja, hogy a lányok egy emberrablási sorozat következő áldozatai lehetnek.
Útközben Wilsonék kutyája kiugrik az autó ablakán ás Kevin elveszti az irányítást a jármű felett, így a két lány minimális arcsérüléseket szenved. Emiatt nem hajlandók mások előtt megjelenni, így Kevin elrejti őket és őrült tervet eszel ki: sminkmester barátja protézisek segítségével nővé maszkírozza a két ügynököt, akik átveszik védenceik helyét.
Az átváltoztatott Kevin ("Brittany") és Marcus ("Tiffany") megismerkedik a nővérek három legjobb barátnőjével, Lisa Andersonnal, Karen Googlesteinnel és Tori Wilsonnal, illetve riválisaikkal, a Vandergeld nővérekkel, azaz Heatherrel és Megannel. Az ügynökök tudtán kívül kollégáik, Vincent Gomez és Jake Harper, továbbá főnükük is beépített emberként figyeli őket a hotelben. Felbukkan Latrell Spencer profi kosárlabdázó is és azonnal vonzódni kezd "Tiffany"-hoz, míg Kevin egy Denise Porter nevű riporternőre vet szemet.
Vandergeldék éves jótékonysági aukcióján Latrell nyer egy vacsorával egybekötött randit "Tiffany"-val, aki képtelen lerázni hódolóját. Amíg az étteremben tartózkodnak, Kevin – mivel azt hiszi, kiszemeltje anyagias – elviszi Latrell kocsiját és önmagát a sportolónak kiadva a kosaras házába viszi Denise-t. Itt a riportertől hall egy érdekes sztorit, miszerint Heather és Megan apja, Warren megpróbált átverni egy Ted Burton nevű férfit, de ő járt túl az eszén és sikkasztott el egy nagyobb összeget.
Egy éjszakai klubban táncpárbajt nyernek Vandergeldék ellen, ezután Kevin és Marcus megtudja Karentől, hogy Warren tönkrement és Karen apjától kért kölcsön, így az ügynökök kikövetkeztetik: Warren állhat az emberrablások mögött. Másnap a valódi Brittany és Tiffany megérkezik a hotelbe és rájönnek az ügynökök turpisságára. Gomez és Harper kellemetlen helyzetbe kerül, amikor megpróbálják leleplezni beöltözött ügynöktársaikat, de az igazi lányokról tépik le a ruhát – főnökük felfüggeszti őket, majd Kevint és Marcust is kirúgja. Eközben Marcus féltékenykedő felesége, Gina és megérkezik és meggyőződése, hogy a férfi félrelépett.
Nemsokára a volt ügynökök felfedezik Warren jótékonykodásán keresztüli sikkasztását. Maguk mellé veszik Gomezt és Harpert, majd ismét nőnek öltözve egy divatbemutatóra mennek. A Vandergeld nővérek megpróbálják nyilvánosan megalázni ellenlábasaikat, de végül ők maguk kerülnek kínos helyzetbe. Brittany és Tiffany leleplezi az imposztorokat, Warren belekezd az emberrablásba, de véletlenül Marcust és Brittanyt fogja el. Verekedés tör ki, ezután Warren túszul ejti az igazi lányokat és bevallja bűneit feleségének és lányainak: vallomását azonban Denise felveszi. Kevin kis híján lövést kap, mialatt Denise-t védi és Latrellt is meglövik "Tiffany" védelmezésekor. Warrent ártalmatlanná teszik.
Mindenki számára világossá válik, hogy az FBI-ügynökök imitálták a Wilson-lányokat, Latrellt jobban zavarja "kiszemeltje" valódi bőrszíne, mint a neme. Warrent és csatlósait letartóztatják, Gordon visszaveszi a testületbe Gomezt és Harpert. Marcus tisztázza a dolgokat Ginával, Kevin pedig párkapcsolatba kezd Denise-szel. Latrell elnyeri a valódi Brittany és Tiffany kegyeit. Tori, Lisa és Karen bevallja, sokkal jobban élvezték az álcázott ügynökök társaságát, mint az igazi Wilson lányokét. Megegyeznek abban, hogy továbbra is barátok maradnak a két férfival és másnap közösen vásárolni mennek.

## Szereplők
| Szerep                                        | Színész            | Magyar hang       |
| --------------------------------------------- | ------------------ | ----------------- |
| Kevin Copeland / "Brittany Wilson"            | Shawn Wayans       | Dózsa Zoltán      |
| Marcus Anthony Copeland II / "Tiffany Wilson" | Marlon Wayans      | Hevér Gábor       |
| Karen Googlestein                             | Busy Philipps      | Oroszlán Szonja   |
| Tori Wilson                                   | Jessica Cauffiel   | Madarász Éva      |
| Lisa Anderson                                 | Jennifer Carpenter | Simonyi Piroska   |
| Heather Vandergeld                            | Jaime King         | N/A               |
| Megan Vandergeld                              | Brittany Daniel    | N/A               |
| Latrell Spencer                               | Terry Crews        | Schneider Zoltán  |
| Warren Vandergeld                             | John Heard         | Tarján Péter      |
| Elliott Gordon körzeti főnök                  | Frankie Faison     | Besenczi Árpád    |
| Jacob "Jake" Harper ügynök                    | Lochlyn Munro      | Elek Ferenc       |
| Vincent Gomez ügynök                          | Eddie Velez        | Csizmadia Gergely |
| Brittany "Britt" Wilson                       | Maitland Ward      | N/A               |
| Tiffany "Tiff" Wilson                         | Anne Dudek         | Fekete Linda      |
| Denise Porter                                 | Rochelle Aytes     | Németh Kriszta    |
| Heath                                         | John Reardon       | Bartucz Attila    |
| Gina Copeland                                 | Faune A. Chambers  | Juhász Réka       |
| Shaunice                                      | Drew Sidora        | Solecki Janka     |
| Josh                                          | David Lewis        | Solecki Janka     |

## Filmzene
- Cypress Hill –  Latin Thugs
- The Penfifteen Club –  Hey Ms. Wilson
- Jesse Jaymes (Copeland) –  Shake It (Like a White Girl)
- Vanessa Carlton –  A Thousand Miles
- 50 Cent, The Notorious B.I.G. –  Realest Niggas
- Mighty Casey –  White Girls
- Oscar Hernandez –  Dance City
- P!nk –  Trouble
- MC Hammer –  U Can't Touch This
- The Beach Boys –  Dance, Dance, Dance
- Jose Fernandez Diaz –  Guantanamera
- Benny Benassi – Satisfaction
- No Doubt – It's My Life
- Elvis Presley – I Need Your Love Tonight
- J-Kwon – Tipsy
- Joe – I Wanna Know
- Blackfire – No Control
- Beyonce, Jay-Z – Crazy in Love
- The Black Eyed Peas – Let's Get It Started
- Maroon 5 – This Love
- Junior Senior – Move Your Feet
- Run–D.M.C. – It's Tricky
- Stock, IC Green – Bounce (The Bandit Club Remix)
- Britney Spears featuring Ying Yang Twins – Boom Boom (I Got That)

## Fogadtatás

### Bevétel
2004. június 23-án mutatták be az Amerikai Egyesült Államokban. Az első hét végére 33 millió dollár bevételt hozott. A 71 milliós USD összbevételt szeptember 4-éig érte el. 2005. január 13-áig további 54 országban mutatták be, a nemzetközi bevétel összesen 42 millió dollárt tett ki. A legnagyobb bevételt Angliában (6,3 millió USD), a legalacsonyabbat Indiában (11 ezer USD) érte el.

### Kritikai visszhang
A filmet erősen kritizálták, a Rotten Tomatoes oldalon 121 szavazat alapján mindössze 15%-os a tetszési indexe. A filmkritikus Richard Roeper az első helyre tette a filmet a 2004 legrosszabb filmjei című listáján. A negatív kritikai fogadtatás ellenére jól teljesített a kasszáknál, és a következő években kultuszfilm lett belőle.

### Díjak és jelölések
Öt kategóriában jelölték Arany Málna díjra: legrosszabb film, legrosszabb női főszereplő (Shawn és Marlon Wayanss), legrosszabb filmes páros (Shawn és Marlon Wayans), legrosszabb rendező (Keenen Ivory Wayans) és legrosszabb forgatókönyv (Keenen Ivory, Shawn és Marlon Wayans, Andy McElfresh, Michael Anthony Snowden, Xavier Cook).